# Padre Zezinho
José Fernandes de Oliveira SCJ (Machado, 8 de junho de 1941), conhecido como Padre Zezinho, é um padre dehoniano, escritor e músico brasileiro.

## Biografia

### Primeiros contatos com a música e com a vida eclesiástica
O pai de José Fernandes, o mais jovem de seis irmãos, era um violeiro e foi dele que herdou o amor pela música. Quando criança, passou a conviver com os padres, que davam assistência à sua família. Aos 2 anos, a sua família mudou-se de Machado para Taubaté (SP) depois de seu pai ter sofrido um acidente e ficar paralítico. 
Padre Zezinho sempre esteve imerso na música, influenciado por seu pai violeiro e pela cultura musical da vila onde cresceu. No seminário, ele foi exposto a diversos estilos musicais, incluindo canto lírico, música erudita e regional europeia, refletindo a diversidade cultural do sul do Brasil. Nos Estados Unidos, ele expandiu seu repertório, conhecendo a música mexicana, blues, gospels, grega e russa.
Sua primeira canção, escrita em inglês em 1964 e depois traduzida para o português, foi uma versão musical do Pai-nosso, que ainda é amplamente utilizada nas missas. Em 1969, lançou seu primeiro LP, “O Cristo inconstante”, seguido por “Canção da amizade”. A partir daí, começou a receber convites para concertos internacionais, uma novidade para um padre na época. Suas canções sempre apresentaram uma variedade de conteúdos e ritmos.
Aos onze anos, ingressou no seminário dos padres dehonianos. Ordenado padre aos 25 anos em 1966 nos Estados Unidos, adotou no ano seguinte o teatro e a música como meios de evangelização e, em 1969, também os meios de comunicação com este propósito.

### Carreira sacerdotal e musical
É considerado um dos maiores nomes da música cristã, e um dos pioneiros neste gênero musical. Ele começou a compor suas canções em 1964, hoje o padre coleciona mais de 3 mil músicas. Vale destacar que nem todas canções são cantadas por ele: há outros grupos como: Cantores de Deus, grupo Cascata e ir Ao Povo que cantam músicas composta pelo padre.
Padre Zezinho é reconhecido como um grande comunicador e evangelizador no meio católico. Sobre ser padre e músico ele responde "sou um padre que canta e não um cantor que é padre". Deste modo mostrou que sua missão primeira era o sacerdócio e que a música era apenas uma ferramenta que ele utilizava para falar de Deus .
O padre iniciou sua carreira de cantor em 1967. Em 1969, gravou Canção da Amizade (Shalom), seu primeiro compacto, pela Paulinas COMEP. Foi ainda um dos pioneiros no uso de instrumentos modernos como a guitarra elétrica e a bateria na música religiosa. Já gravou discos em mais de cinco idiomas.

### Na imprensa e nas redes sociais
Na TV Século 21, da Associação do Senhor Jesus, o padre foi apresentador do programa “Palavras que não passam”. Apesar de sua preferência por canais de comunicação religiosos, em 1997, ele fez uma participação notável na TV Globo, no Especial do cantor Roberto Carlos, onde cantou “Oração pela família”.
Com uma habilidade excepcional para a comunicação, o padre utiliza plataformas como Instagram e Facebook para postar suas reflexões e divulgar seus trabalhos. Periodicamente, ele dedica um momento para interagir com os comentários dos seguidores de suas redes sociais.
Durante a Jornada Mundial da Juventude de 2013, na primeira visita do Papa Francisco ao Brasil,  padre Zezinho SCJ e seu companheiro Joãozinho SCJ elaboraram um texto de reflexão para a Via-Sacra da JMJ. A peregrinação desta Via-Sacra percorreu locais icônicos do Rio de Janeiro, como a Pedra do Arpoador e a Escadaria Selarón, e tinha como objetivo dialogar com os jovens sobre as dificuldades contemporâneas, incentivando ações solidárias e cristãs. O Papa Francisco, no palco central, comandou a Via-Sacra, que foi transmitida para milhares de pessoas na praia de Copacabana
Em 2024, ele marcou presença no programa Conversa com Bial, participando de uma entrevista e lançando seu livro intitulado “Espiritualidade conciliadora: diálogo, perdão e reparação em tempos de ira e de confronto".

### Conquistas pessoais
Em 2010, recebeu a indicação para concorrer ao Grammy Latino na categoria "Melhor Álbum de Música Cristã em português".
Em 2014, completou cinquenta anos de evangelização.
Em 2024, celebrou 58 anos de ordenação sacerdotal. 

### Alguns de seus livros lançados

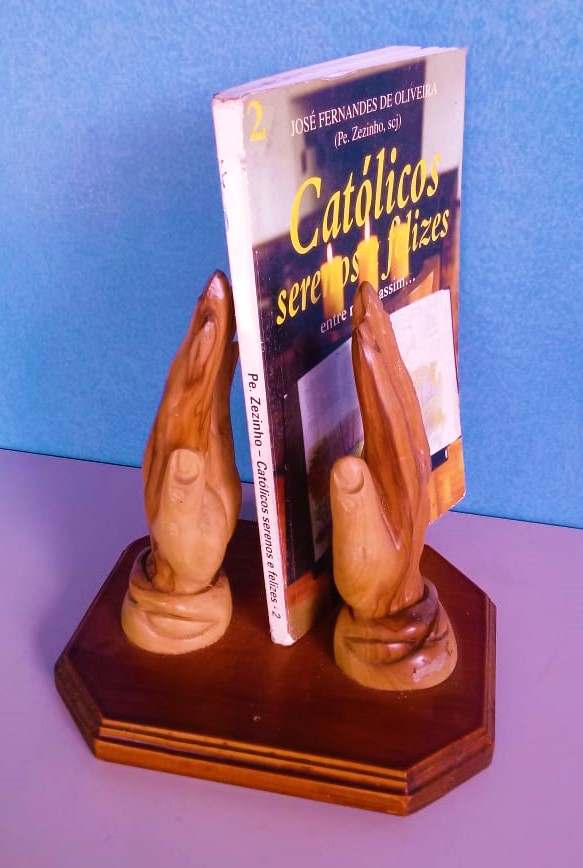
O livro Católicos serenos e felizes, uma das obras do Pe. Zezinho

- 1971: Alicerce para um mundo novo (Ed. Paulinas)
- 1971: A juventude é uma parábola (Ed. Paulinas)
- 1971: Meu povo minha igreja (Ed. Paulinas)
- 1972: Um Cristo para os seus amigos (Ed. Paulinas)
- 1972: Os jovens estão rezando (Ed. Paulinas)
- 1972: Este rebelde quer ser padre (Ed. Paulinas)
- 1972: Cantiga de libertação (Ed. Paulinas)
- 1972: A revolta e a paz de Maria Helena (Ed. Paulinas)
- 1972: Meu mundo adolescente (Ed. Paulinas)
- 1972: Diga ao mundo que sou jovem (Ed. Paulinas)
- 1973: Um certo Jesus da Silva (Ed. Paulinas)
- 1973: O diálogo da vida (Ed. Paulinas)
- 1973: Uma jovem chamada Maria (Ed. Paulinas)
- 1973: Pastoral das vocações (Ed. Paulinas)
- 1973: A comunidade jovem (Ed. Paulinas)
- 1974: Ágape (Ed. Paulinas)
- 1974: Convívio - Quando Jessus passar (Ed. Paulinas)
- 1974: Esta menina está ficando Igreja (Ed. Paulinas)
- 1974: O Espírito sopra onde quer (Ed. Paulinas)
- 1974: Um jovem custa muito pouco (Ed. Paulinas)
- 1974: Jesus Cristo me deixou inquieto (Ed. Paulinas)
- 1974: A juventude agora (Ed. Paulinas)
- 1974: A pressa é inimiga do casamento (Ed. Paulinas)
- 1975: Meu Cristo jovem foi ficando adulto (Ed. Paulinas)
- 1975: Jesus falou e disse (Ed. Paulinas)
- 1975: Histórias que Jesus contava (Ed. Paulinas)
- 1975: Seu filho: Anjo ou demônio? (Ed. Paulinas)
- 1975: Os jovens em um minuto (Ed. Paulinas)
- 1975: Esta Igreja magnífica e seus leigos maravilhosos (Ed. Paulinas)
- 1976: Esta juventude magnífica e seus namoros nem sempre maravilhosos (Ed. Paulinas)
- 1976: Esquemas de perseverança Vol.01 (Ed. Paulinas)
- 1976: Esquemas de perseverança Vol.02 (Ed. Paulinas)
- 1976: Esquemas de perseverança Vol.03 (Ed. Paulinas)
- 1977: Ao meu Cristo adolescente (Ed. Paulinas)
- 1978: Não digas não a Deus (Ed. Paulinas)
- 1978: A Igreja dos cegos, dos surdos e dos mudos (Ed. Paulinas)
- 1978: Por causa de um certo Reino (Ed. Paulinas)
- 1978: Teatro jovem na Igreja (Ed. Paulinas)
- 1978: A Igreja do certo e do errado (Ed. Paulinas)
- 1978: Não deixes que eu me canse (Ed. Paulinas)
- 1980: O agitado coração adolescente (Ed. Paulinas)
- 1981: Rebeldes e inquietos em Jesus Cristo (Ed. Paulinas)
- 1982: Porque Deus me chamou... (Ed. Paulinas)
- 1982: Um coração que seja puro (Ed. Paulinas)
- 1982: O direito de ser jovem (Ed. Paulinas)
- 1982: Seu filho (guia para os pais) (Ed. Paulinas)
- 1982: Pastoral de Juventude (Ed. Paulinas)
- 1982: Senhor, que queres que eu faça? (Ed. Paulinas)
- 1982: A família em 1 minuto (Ed. Paulinas)
- 1982: Eduque seu filho para Deus (Ed. Santuário, Aparecida)
- 1983: Estou pensando em Deus (Ed. Santuário, Aparecida)
- 1983: O sexo que Deus lhe deu (Ed. Paulinas)
- 1983: Nós, os Católicos Romanos (Ed. Paulinas)
- 1984: Viver como Jesus viveu (Ed. Paulinas)
- 1984: Em paz com Deus e com a vida (Ed. Paulinas)
- 1984: O incômodo e magnífico Jesus de Nazeré (Ed. Paulinas)
- 1985: Desculpa Deus, ainda não sei rezar (Ed. Paulinas)
- 1985: Ensina-me a ser pobre de verdade (Ed. Paulinas)
- 1986: Três minutos de Juventude (Ed. Paulinas)
- 1987: A dor que dói na Juventude (Ed. Paulinas)
- 1988: Amizade talvez seja isso... (Ed. Paulinas)
- 1988: Essa dor que dói no mundo... (Ed. Paulinas)
- 1988: E Deus te quis mulher (Ed. Paulinas)
- 1989: A difícil arte de ser bom (Ed. Paulinas)
- 1989: A vocação de cada um (Ed. Paulinas)
- 1991: História de Simone (Ed. Paulinas)
- 1991: Oi, Deus! Meu nome é Zé (Ed. Paulinas)
- 1991: A geração insatisfeita (Ed. Paulinas)
- 1992: Há quem diga... Que o amor é um riacho... (Ed. Paulinas)
- 1995: Missa Ir ao Povo (Ed. Paulinas)
- 1996: Católicos pela graça de Deus (Ed. Paulinas)
- 1996: Em nome dos pais e dos filhos (Ed. Paulinas)
- 1996: Claro como a luz do dia (Ed. Paulinas)
- 1997: Tranquilamente Católico (Ed. Paulinas)
- 1997: Católicos serenos e felizes (Ed. Paulinas)
- 1999: Orar e pensar como família (Ed. Paulinas)
- 2002: Batizados e batizadores, O difícil caminho das águas (Ed. Paulinas)
- 2003: Apenas um rio que passa (Ed. Paulinas)
- 2003: Palavras que não passam (Ed. Paulinas)
- 2003: A fé humilde (Ed. Paulinas)
- 2003: O amor humilde (Ed. Paulinas)
- 2004: Novos púlpitos e novos pregadores (Ed. Paulinas)
- 2005: O Deus que achamos ter achado (Ed. Paulinas)
- 2006: Adolescentes em busca de algo mais (Ed. Paulinas)
- 2006: Adolescentes em busca de um porquê (Ed. Paulinas)
- 2007: Adolescentes em busca de si mesmos (Ed. Paulinas)
- 2007: De família sitiada à família situada (Ed. Paulinas)
- 2007: Do púlpito para as antenas, a difícil transição (Ed. Paulinas)
- 2007: Meu jeito de ser católico (Ed. Paulinas)
- 2008: Maria do jeito certo: reflexão e entrevistas (Ed. Paulinas)
- 2009: De volta ao catolicismo (Ed. Paulinas)
- 2010: Um rosto para Jesus Cristo (Ed. Paulinas)
- 2011: João Leão Dehon, o profeta do verbo ir (Ed. Paulinas)
- 2012: Melhores filhos, melhores pais (Ed. Paulinas)
- 2012: Ser um entre bilhões (Ed. Paulinas)
- 2012: Juventude: Crises, cruzes e luzes (Ed. Paulinas)
- 2013: Pensar como jesus pensou (Ed. Paulinas)
- 2013: Chamados a cantar a Fé (Ed. Paulinas)
- 2013: Depois do meu silêncio: Pe. Zezinho em 140 caracteres (Ed. Ave Maria)
- N/D: Bem-aventurados os pacifistas (Ed. Paulinas)
- N/D: Dez poemas de paz inquieta (Ed. Paulinas)
- N/D: A paz é possível! (Ed. Paulinas)
- N/D: Jesus Cristo que também foi jovem (Ed. Paulinas)
- 2023: Cartas a um futuro pregador da fé  (Ed. SCJ)
- 2024: Espiritualidade conciliadora: diálogo, perdão e reparação em tempos de ira e de confronto" (Ed. SJC)